# Marco Stradiotto
Marco Stradiotto (Noale, 7 ottobre 1965) è un politico italiano.

## Biografia
Diplomato agrotecnico, Stradiotto ha lavorato nell'azienda agricola di famiglia e si è occupato di politica molto presto, diventando nel 1985 a vent'anni consigliere comunale di Martellago tra le file della Democrazia Cristiana; del paese veneto è stato anche sindaco per dieci anni (dal 1993 al 2003).
Esponente del Partito Popolare Italiano e poi della Margherita, alle elezioni politiche del 2001 è stato eletto alla Camera con il sistema maggioritario nella circoscrizione VIII (Veneto 2)- Collegio uninominale n. 4 di  Mirano per la XIV Legislatura, durante la quale fa parte delle commissioni Bilancio, Finanze e Agricoltura.
Nelle elezioni politiche del 2006 è candidato al Senato, nel Collegio del Veneto, ed è risultato primo dei non eletti nella lista della La Margherita.
Dal 24 aprile del 2007 è nominato Sottosegretario allo Sviluppo economico del secondo governo Prodi in sostituzione del  dimissionario Paolo Giaretta, che ha optato per il suo ruolo di parlamentare al Senato. Contestualmente confluisce nel neonato Partito Democratico.
Nelle elezioni politiche del 13-14 aprile 2008 viene eletto senatore della Repubblica nel collegio del Veneto. A partire dal 6 maggio 2008 ricopre la carica di segretario d'aula del Senato della Repubblica.
Nelle elezioni politiche del 2013 è candidato nel collegio di Veneto II della Camera dei Deputati nelle liste del PD, risultando il secondo dei non eletti.
A partire dal novembre del 2013 ricopre la carica di segretario provinciale a Venezia del Partito Democratico.
Dopo diversi anni lontano da ruoli istituzionali, nel 2023 è stato eletto nuovamente consigliere comunale a Martellago con il PD.